# Blaze (álbum)
Blaze es el sexto álbum de estudio de Lagwagon. Fue lanzado el 8 de abril de 2003 por Fat Wreck Chords, como venía siendo habitual. Blaze supone el primer disco de estudio de Lagwagon en cinco años, desde Let's Talk About Feelings de 1998, ya que Let's Talk About Leftovers de 2000 era un recopilatorio. Joey Cape atendió durante esos cinco años a sus bandas paralelas Bad Astronaut y Me First and the Gimme Gimmes, además del rumor que sacudió a los fanes tras tomarse un respiro en 1999 y lanzar tan sólo un recopilatorio en 2000.
En 2002 se reúnen y graban Blaze, un disco que fue muy bien recibido por la crítica y que terminó el 2003 en un meritorio puesto 172 del Billboard, ranking siempre harto difícil para bandas de punk rock y demás escenas alternativas.

## Listado de canciones
1. "Burn" - 3:15
2. "E Dagger" - 2:09
3. "Dancing the Collapse" - 2:16
4. "I Must Be Hateful" - 3:30
5. "Falling Apart" - 2:39
6. "Max Says" - 3:22
7. "Billy Club" - 2:48
8. "Dividers" - 2:43
9. "Never Stops" - 3:34
10. "Dinner and a Movie" - 2:04
11. "Lullaby" - 3:49
12. "Billionaire" - 2:30
13. "Tomorrow Is Heartbreak" - 3:00
14. "Baggage" - 4:08

## Créditos
- Joey Cape - Voz
- Chris Flippin - Guitarra
- Chris Rest - Guitarra
- Jesse Buglione - Bajo
- Dave Raun - Batería

- Datos: Q1113836